# روس سوتون
روس سوتون (بالإنجليزية: Ross Sutton)‏ هو مبارز بالسيف أسترالي، ولد في 1937 في Guyra, New South Wales ‏ في أستراليا، وتوفي في 22 يوليو 2000.